# Sandpiper 565
Le Sandpiper 565 est une classe de sloop de navigation, dessinée par Leonardo da Costa Sayago, lancée en 1972. C'est l'un des croiseurs compacts populaires au Canada oriental et dans la région des Grands Lacs, construit à 1500 unités.

## Origine du nom
Le mot sandpiper signifie bécasseau (petit oiseau des marais). 565 fait référence à sa longueur 5,65 m.

## Description
Cette embarcation britannique a été fabriquée la première fois par Sandpiper Marine LTD. of Southampton, en Angleterre et a été construit sous licence par C&L Boatworks situé à Fort Érié, Ontario. Une autre version a été construite sous licence en Suède sous le nom Ockelbo OS 19.
En raison de sa ligne de flottaison courte et du faisceau large, le Sandpiper n'est pas un bateau vraiment rapide mais il remonte très bien au vent. Il est très facile d'échouer ce bateau sur une plage.
Le Sailfish 18 partage beaucoup de caractéristiques avec le Sandpiper 565.